# Gewoon aloëmos
Gewoon aloëmos (Aloina aloides) is een soort uit het geslacht aloëmos (Aloina).

## Determinatie
Gewoon aloëmos is een topkapselmos met stijve bladeren die in kleine rozetten groeien. De planten zijn klein (2–5 mm lang) en komen typisch voor als donkergroene tot roodbruine plekken of als individuele planten. De bladeren zijn 3–4 mm lang, glanzend, ongetand, donkergroen, rechtop gehouden of tot 45° van de stengel wanneer vochtig, maar naar binnen gebogen wanneer droog. Ze zijn veel langer dan breed, met naar binnen gebogen. De nerven eindigen in de bladpunt of strekken zich er net voorbij uit, soms een korte punt vormend.
Het sporenkapsels  zijn meestal overvloedig van herfst tot lente en zijn essentieel voor identificatie in het veld. Ze groeien recht en is cilindrisch; rijpe kapsels zijn roodbruin en sterk gekanteld. Cruciaal is dat het onderste deel van de peristoom niet vliesachtig is, zodat de tanden rechtstreeks uit de mond van de capsule lijken te komen. De deksels van de kapsels zijn lang gesnaveld. De calyptra heeft geen haren.

## Ecologie
Gewoon aloëmos is een pioniersoort van vooral kleiige en lemige bodems; ook wordt de soort aangetroffen op mergel en kalkrijk zand. Ze is vooral te vinden op dijken en slootkanten en in uiterwaardgraslanden, leemgroeven en bermen.

### Syntaxonomie
In de syntaxonomie staat gewoon aloëmos te boek als kensoort voor de smaragdsteeltjes-associatie (Barbuletum convolutae). Bovendien geldt het binnen de voornoemde associatie als differentiërend taxon voor een hierbinnen nog verder onderscheiden subassociatie met aloëmos (Barbuletum convolutae aloinetosum).

## Fotogalerij

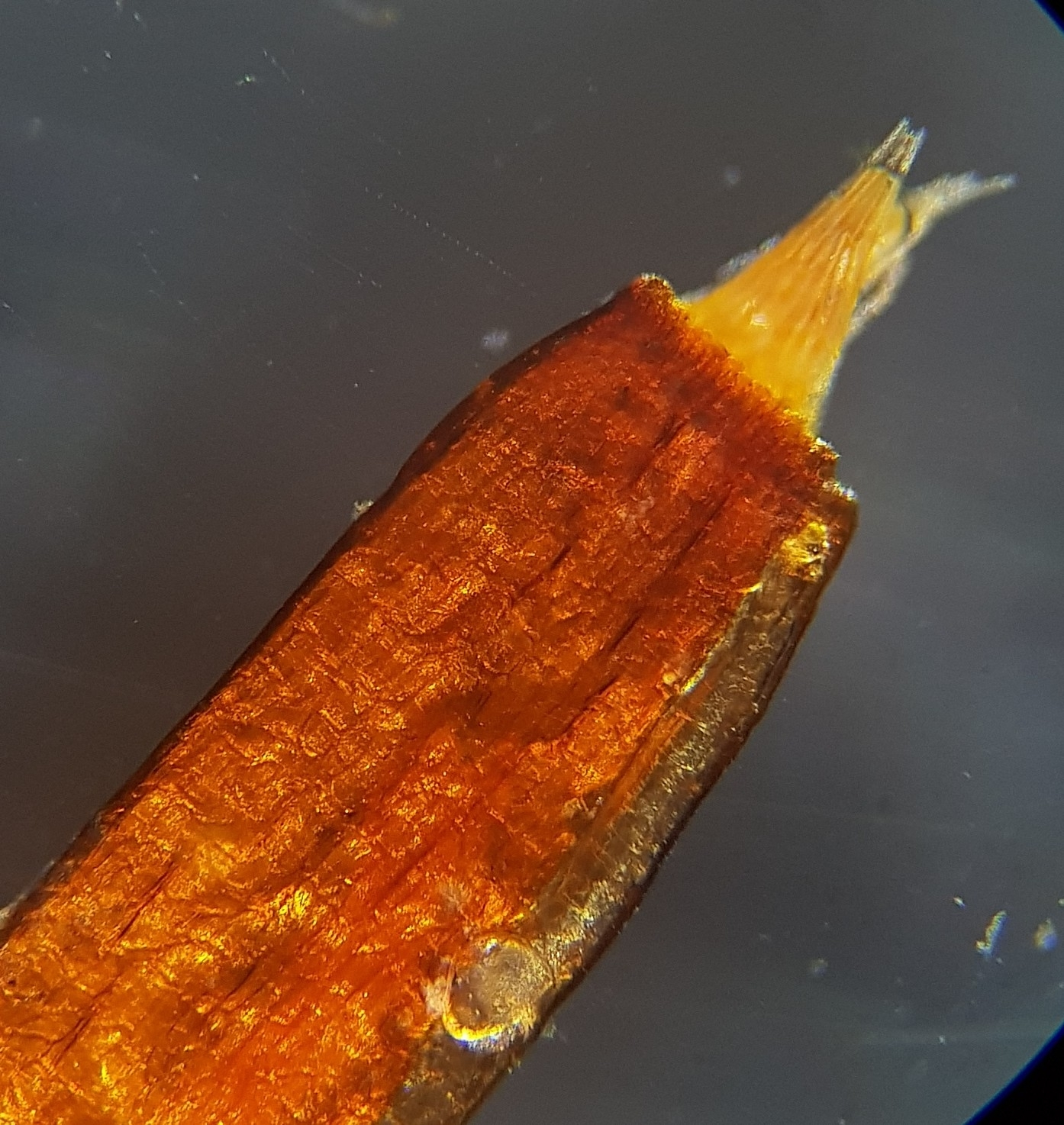
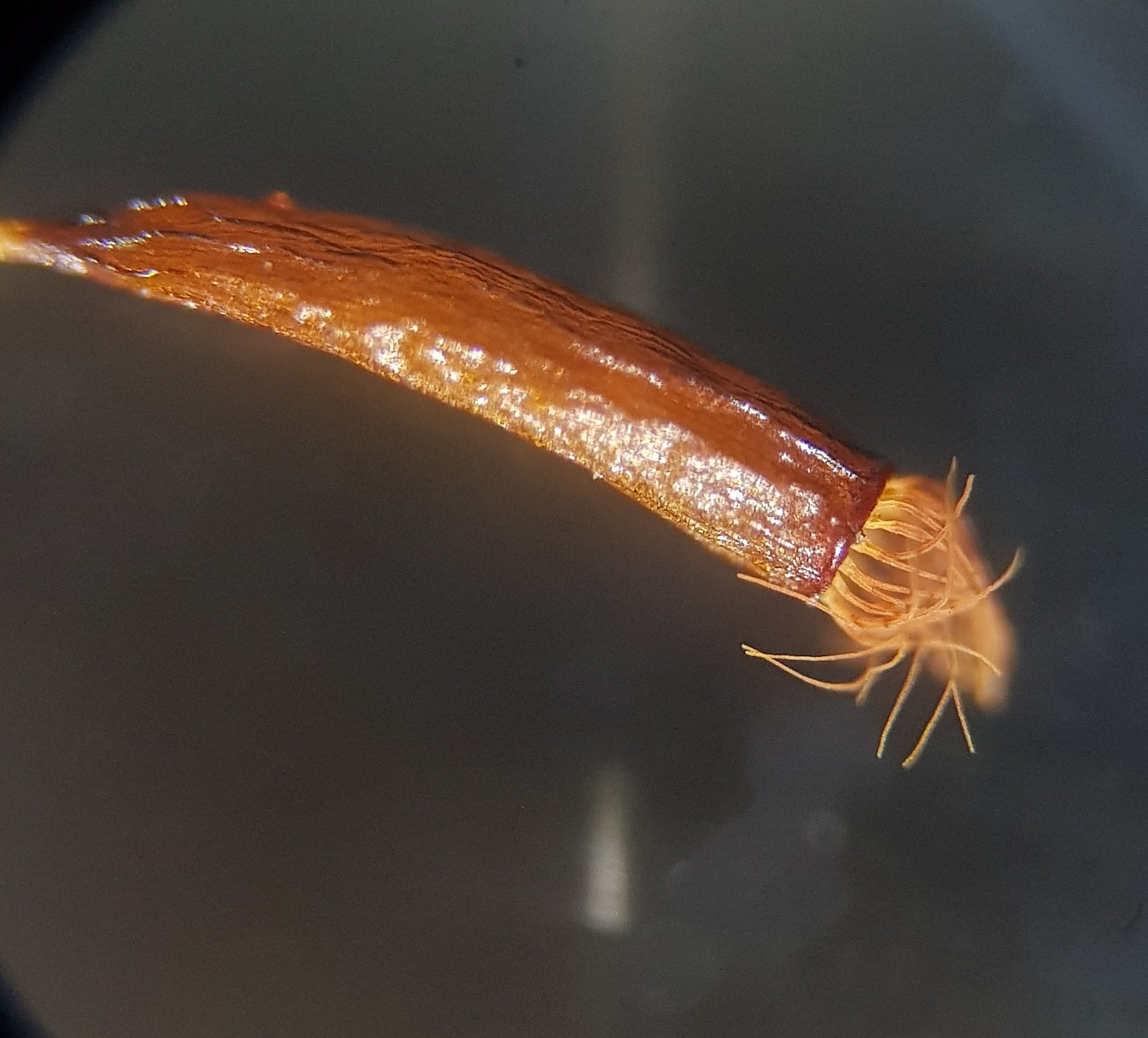
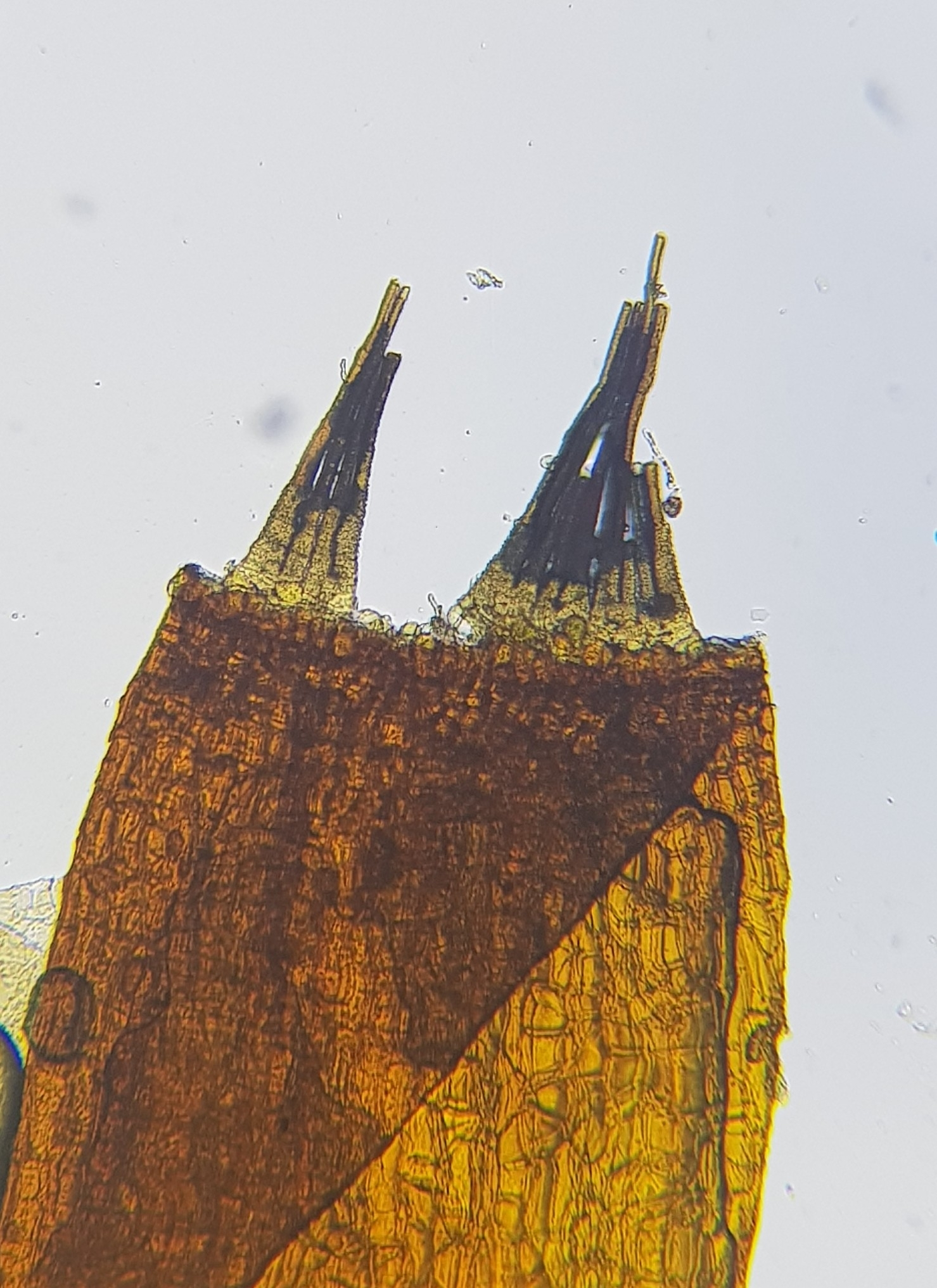
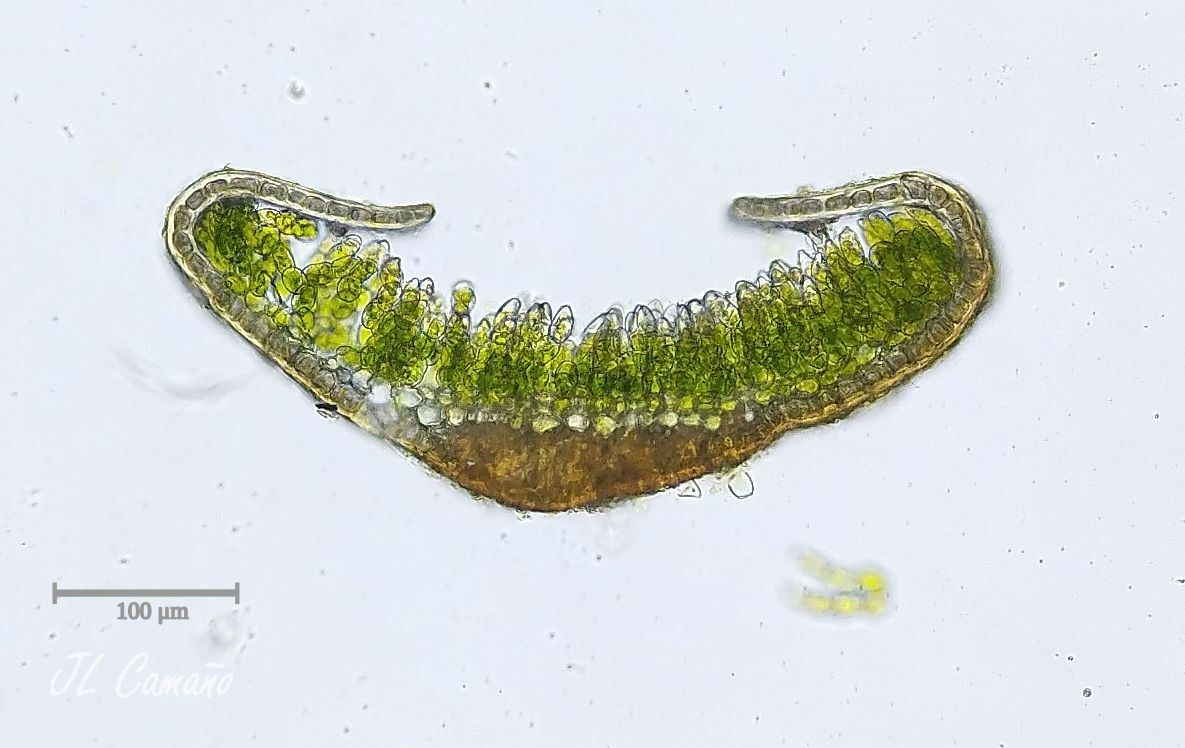
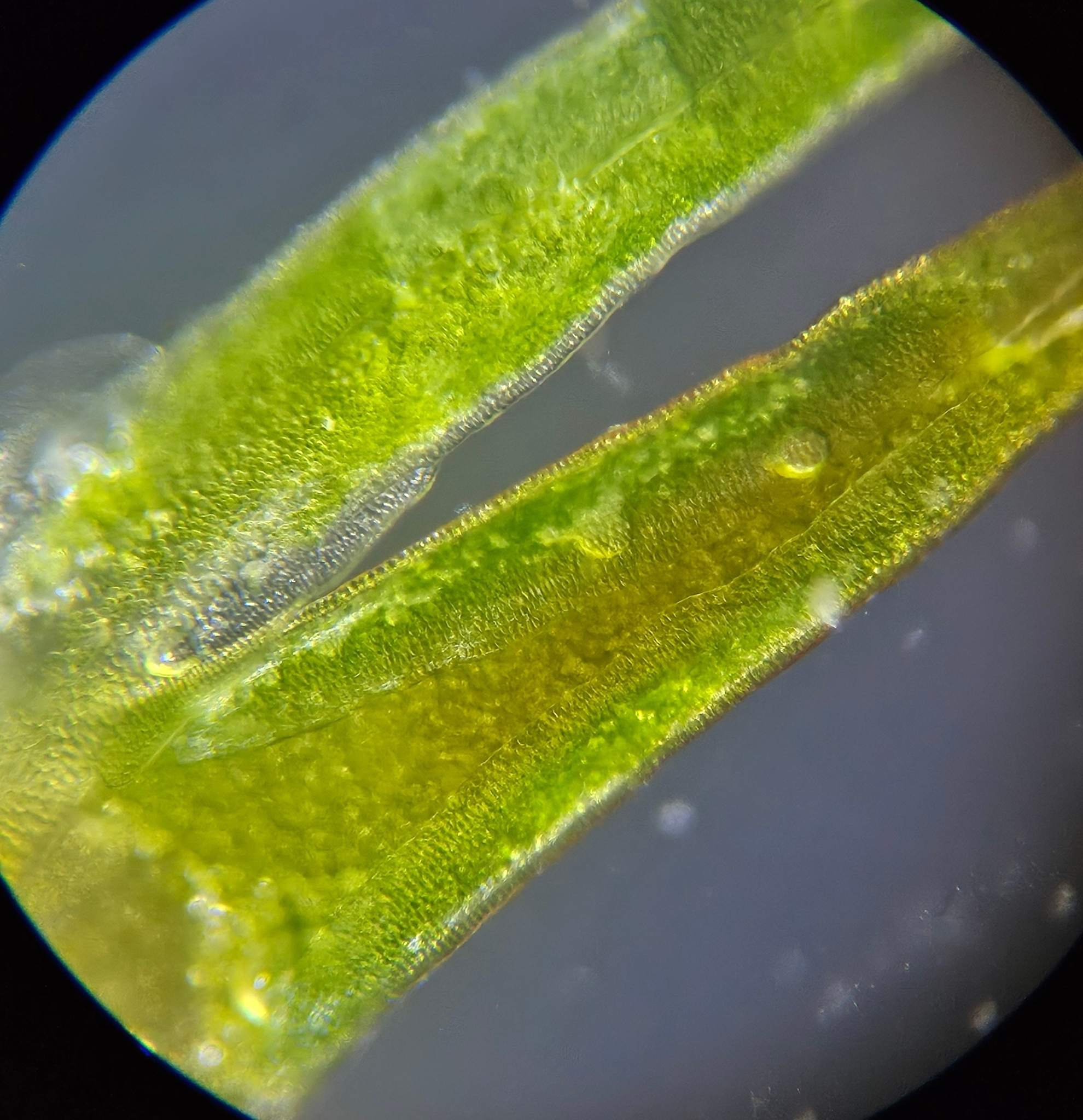